# Список родов семейства Salticidae
Открыто 553 рода пауков-скакунчиков Salticidae и в них известно более 5000 видов.

## Aelurillinae
Aelurillinae
- Aelurillini
  - Aelurillus Simon, 1884 — Евразия, Африка (69 видов)
  - Asianellus Logunov & Heciak, 1996 — Палеарктика (5 видов)
  - Langelurillus Próchniewicz, 1994 — Африка (9 видов)
  - Langona Simon, 1901 — Азия, Африка (33 вида)
  - Microheros Wesolowska & Cumming, 1999 — Южная Африка (1 вид)
  - Phlegra Simon, 1876 — Африка, Евразия, Северная Америка (78 видов)
  - Proszynskiana Logunov, 1996 — Центральная Азия (5 видов)
  - Rafalus Prószynski, 1999 — Африка, Азия (8 видов)
  - Stenaelurillus Simon, 1885 — от Южной Африки до Азии (23 вида)

- Flacillulini
  - Afraflacilla Berland & Millot, 1941 — Африка, с Ближнего Востока до Европы, Австралия (17 видов)
  - Flacillula Strand, 1932 — Юго-Западная Азия (6 видов)

- Freyini
  - Aphirape C. L. Koch, 1850 — Южная Америка (8 видов)
  - Capidava Simon, 1902 — Южная Америка (8 видов)
  - Chira Peckham & Peckham, 1896 —от Центральной до Южной Америки (16 видов)
  - Edilemma Ruiz & Brescovit, 2006 — Бразилия (1 вид)
  - Eustiromastix Simon, 1902 — Южная Америка (11 видов)
  - Freya C. L. Koch, 1850 — от Центральной до Южной Америки, Пакистан (31 вид)
  - Frigga C. L. Koch, 1850 — с Центральной до Южной Америки, Австралия (10 видов)
  - Kalcerrytus Galiano, 2000 — Южная Америка (15 видов)
  - Nycerella Galiano, 1982 — от Центральной до Южной Америки (8 видов)
  - Pachomius Peckham & Peckham, 1896 — от Центральной до Южной Америки (6 видов)
  - Phiale C. L. Koch, 1846 — от Центральной до Южной Америки (36 видов)
  - Sumampattus Galiano, 1983 — Южная Америка (3 вида)
  - Trydarssus Galiano, 1995 — Южная Америка (2 вида)
  - Tullgrenella Mello-Leitão, 1941 — Южная Америка (13 видов)
  - Wedoquella Galiano, 1984 — Южная Америка (3 вида)

- Silerini
  - Siler Simon, 1889 — Восточная Азия (8 видов)

## Agoriinae
Agoriinae
- Agoriini
  - Agorius Thorell, 1877 — Южная Азия, Новая Гвинея (7 видов)

- Dioleniini
  - Chalcolecta Simon, 1884 — от Австралии до Сулавеси (3 вида)
  - Diolenius Thorell, 1870 — от Молуккских островов до Новой Гвинеи (11 видов)
  - Furculattus Balogh, 1980 — Новая Гвинея, остров Новая Британия (1 вид)
  - Lystrocteisa Simon, 1884 — Новая Каледония (1 вид)
  - Ohilimia Strand, 1911 — Новая Гвинея, Молуккские острова, Австралия (2 вида)
  - Tarodes Pocock, 1899 — остров Новая Британия (1 вид)

- Piliini
  - Bristowia Reimoser, 1934 — Конго, Азия (2 вида)
  - Pilia Simon, 1902 — Южная Азия, Новая Гвинея (3 вида)

- Неопределенного положения
  - Efate Berland, 1938 — Микронезия, острова Фиджи, Вануату, Самоа (3 вида)
  - Leptathamas Balogh, 1980 — Новая Гвинея (1 вид)
  - Rarahu Berland, 1929 — Самоа (1 вид)

## Amycinae
Amycinae
- Amycini
  - Acragas Simon, 1900 — от Центральной до Южной Америки (20 видов)
  - Albionella Chickering, 1946 — Французская Гвиана, Панама (3 вида)
  - Amycus C. L. Koch, 1846 — от Мексики до Южной Америка (13 видов)
  - Arnoliseus Braul, 2002 — Бразилия (2 вида)
  - Encolpius Simon, 1900 — Южная Америка (3 вида)
  - Frespera Braul & Lise, 2002 — Венесуэла (2 вида)
  - Hypaeus Simon, 1900 — от Центральной до Южной Америки (19 видов)
  - Idastrandia Strand, 1929 — Сингапур (1 вид)
  - Letoia Simon, 1900 — Венесуэла (1 вид)
  - Mago O. P.-Cambridge, 1882 — Южная Америка, Шри-Ланка (12 видов)
  - Noegus Simon, 1900 — от Центральной до Южной Америки (22 вид)
  - Vinnius Simon, 1902 — Бразилия, Аргентина (4 вида)
  - Wallaba Mello-Leitão, 1940 — Западная Индия, Гвиана (3 вида)

- Astiini
  - Adoxotoma Simon, 1909 — Австралия, Новая Зеландия (6 видов)
  - Anaurus Simon, 1900 — Бразилия (1 вид)
  - Arasia Simon, 1901 — Австралия, Новая Гвинея (3 вида)
  - Aruana Strand, 1911 — Новая Гвинея, острова Ару (Индонезия) (2 вида)
  - Astia L. Koch, 1879 — Австралия (3 вида)
  - Helpis Simon, 1901 — Австралия, Новая Гвинея (8 видов)
  - Jacksonoides Wanless, 1988 — Австралия (7 видов)
  - Megaloastia Zabka, 1995 — Австралия (1 вид)
  - Orthrus Simon, 1900 — Филиппины, остров Борнео (4 вида)
  - Sondra Wanless, 1988 — Австралия (15 видов)
  - Tara Peckham & Peckham, 1886 — Австралия, остров Лорд-Хау (3 вида)
  - Tauala Wanless, 1988 — Австралия, Тайвань (8 видов)

- Huriini
  - Admesturius Galiano, 1988 — Чили, Аргентина (2 вида)
  - Atelurius Simon, 1901 — Венесуэла, Бразилия (1 вид)
  - Hisukattus Galiano, 1987 — Бразилия, Аргентина, Парагвай (4 вида)
  - Hurius Simon, 1901 — Южная Америка (4 вида)
  - Maenola Simon, 1900 — Южная Америка (3 вида)
  - Scoturius Simon, 1901 — Парагвай, Аргентина (1 вид)
  - Simonurius Galiano, 1988 — Аргентина, Венесуэла (4 вида)

- Hyetusini
  - Agelista Simon, 1900 — Южная Америка (1 вид)
  - Arachnomura Mello-Leitão, 1917 — Аргентина, Бразилия (2 вида)
  - Atomosphyrus Simon, 1902 — Аргентина, Чили (2 вида)
  - Bredana Gertsch, 1936 — США (2 вида)
  - Hyetussa Simon, 1902 — Южная Америка (6 видов)
  - Tanybelus Simon, 1902 — Венесуэла (1 вид)
  - Titanattus Peckham & Peckham, 1885 — от Центральной до Южной Америки (7 видов)

- Scopocirini
  - Cylistella Simon, 1901 — от Центральной до Южной Америки (7 видов)
  - Cyllodania Simon, 1902 — от Центральной до Южной Америки (2 вида)
  - Gypogyna Simon, 1900 — Парагвай, Аргентина (1 вид)
  - Scopocira Simon, 1900 — от Панамы до Южной Америки (9 видов)
  - Toloella Chickering, 1946 — Панама (1 вид)

- Sitticini
  - Aillutticus Galiano, 1987 — Аргентина, Бразилия (8 видов)
  - Attulus Simon, 1889 — Европа (1 вид)
  - Jollas Simon, 1901 — от Центральной до Южной Америки, Пакистан (10 видов)
  - Pseudattulus Caporiacco, 1947 — Венесуэла, Гвиана (3 вида)
  - Semiopyla Simon, 1901 — от Мексики до Аргентины (3 вида)
  - Sitticus Simon, 1901 — Евразия, Африка, вся Америка, Галапагосские острова (84 вида)
  - Yllenus Simon, 1868 — Евразия, Северная Африка (68 видов)

- Thiodinini
  - Banksetosa Chickering, 1946 — Панама (2 вида)
  - Carabella Chickering, 1946 — Панама (2 вида)
  - Ceriomura Simon, 1901 — Бразилия, Перк (2 вида)
  - Cotinusa Simon, 1900 — от Мексики до Южной Америка (27 видов)
  - Monaga Chickering, 1946 — Панама (1 вид)
  - Parathiodina Bryant, 1943 — остров Гаити (1 вид)
  - Thiodina Simon, 1900 — от США до Южной Америки (20 видов)

## Ballinae
Ballinae
- Ballini
  - Ballognatha Caporiacco, 1935 — горы Каракорум (Монголия) (1 вид)
  - Ballus C. L. Koch, 1850 — Европа, Северная Африка, Япония, Мьянма, Шри-Ланка (10 видов)
  - Baviola Simon, 1898 — Сейшелы (3 вида)
  - Colaxes Simon, 1900 — Шри-Ланка, Индия (3 вида)
  - Cynapes Simon, 1900 — Сейшелы, Маврика, Родригес (Португалия) (3 вида)
  - Goleta Peckham & Peckham, 1894 — Мадагаскар (2 вида)
  - Marengo Peckham & Peckham, 1892 — Шри-Ланка, Таиланд (6 видов)
  - Pachyballus Simon, 1900 — Африка, Биоко, Йемен, Новая Каледония (7 видов)
  - Padilla Peckham & Peckham, 1894 — Мадагаскар, Ява (7 видов)
  - Peplometus Simon, 1900 — Западная и Южная Африка (2 вида)
  - Philates Simon, 1900 — Индонезия, Филиппинские острова, Новая Гвинея (10 видов)
  - Sadies Wanless, 1984 — Сейшельские острова (4 вида)

- Copocrossini
  - Avarua Marples, 1955 — острова Кука (1 вид)
  - Copocrossa Simon, 1901 — Суматра, Малайзия, Австралия (3 вида)
  - Corambis Simon, 1901 — Новая Каледония, острова Лоялти (Новая Каледония) (2 вида)
  - Ligdus Thorell, 1895 — Мьянма (1 вид)
  - Mantisatta Warburton, 1900 — Борнео, Филиппинские острова (2 вида)

## Dendryphantinae
Dendryphantinae
- Dendryphantini
  - Anicius Chamberlin, 1925 — Мексика (1 вид)
  - Ashtabula Peckham & Peckham, 1894 — от Бразилии до Панамы (9 видов)
  - Avitus Peckham & Peckham, 1896 — от Аргентины до Панамы, Ямайка (6 видов)
  - Bagheera Peckham & Peckham, 1896 — от Гватемалы до Мексики (2 вида)
  - Beata Peckham & Peckham, 1895 — Южная Америка, Мадагаскар (22 вида)
  - Bellota Peckham & Peckham, 1892 — Американские континенты, Пакистан (9 видов)
  - Bryantella Chickering, 1946 — от Панамы до Аргентины (2 вида)
  - Cerionesta Simon, 1901 — Гвиана, Сент-Винсент (2 вида)
  - Chirothecia Taczanowski, 1878 — Южная Америка (12 видов)
  - Dendryphantes C. L. Koch, 1837 — Евразия, Американские континенты, Африка (57 видов)
  - Empanda Simon, 1903 — Гватемала (1 вид)
  - Eris C. L. Koch, 1846 — от Аляски до Эквадора (12 видов)
  - Gastromicans Mello-Leitão, 1917 — от Центральной до Южной Америки (6 видов)
  - Ghelna Maddison, 1996 — Северная Америка (4 вида)
  - Hentzia Marx, 1883 — Американские континенты (21 вид)
  - Lurio Simon, 1901 — Южная Америка (5 видов)
  - Macaroeris Wunderlich, 1992 — Евразия (9 видов)
  - Mburuvicha Scioscia, 1993 — Аргентина (1 вид)
  - Metaphidippus F. O. P.-Cambridge, 1901 — Американские континенты (47 видов)
  - Osericta Simon, 1901 — Перу, Бразилия (2 вида)
  - Paradamoetas Peckham & Peckham, 1885 — от Канады до Панамы (4 вида)
  - Paramarpissa F. O. P.-Cambridge, 1901 — США, Мексика (6 видов)
  - Paraphidippus F. O. P.-Cambridge, 1901 — от США до Панамы (14 видов)
  - Parnaenus Peckham & Peckham, 1896 — от Центральной до Южной Америки (3 вида)
  - Pelegrina Franganillo, 1930 — от Канады до Панамы (38 видов)
  - Phanias F. O. P.-Cambridge, 1901 — от США до Сальвадора, Галапагосские острова (12 видов)
  - Phidippus C. L. Koch, 1846 — Американские континенты, Индия (75 видов)
  - Sassacus Peckham & Peckham, 1895 — Американские континенты (17 видов)
  - Sebastira Simon, 1901 — Венесуэла, Панама (2 вида)
  - Selimus Peckham & Peckham, 1901 — Бразилия (1 вид)
  - Semora Peckham & Peckham, 1892 — Южная Америка (4 вида)
  - Semorina Simon, 1901 — Южная Америка (4 вида)
  - Terralonus Maddison, 1996 — США (7 видов)
  - Thammaca Simon, 1902 — Перу, Бразилия (2 вида)
  - Tulpius Peckham & Peckham, 1896 — Бразилия, Гватемала (2 вида)
  - Tutelina Simon, 1901 — от Канады до Эквадора (7 видов)
  - Tuvaphantes Logunov, 1993 — США (2 вида)
  - Uspachus Galiano, 1995 — от Центральной до Южной Америки (8 видов)

- Donaldiini
  - Donaldius Chickering, 1946 — Панама (1 вид)

- Rhenini
  - Alcmena C. L. Koch, 1846 — от Мексики до Южной Америки (5 видов)
  - Homalattus White, 1841 — Южная Африка, Сьерра-Леоне (6 видов)
  - Napoca Simon, 1901 — Израиль (1 вид)
  - Rhene Thorell, 1869 — Азия, Африка, Южная Америка (47 видов)
  - Romitia Caporiacco, 1947 — Гвияна (1 вид)
  - Tacuna Peckham & Peckham, 1901 — Бразилия, Аргентина (4 вида)
  - Zeuxippus Thorell, 1891 — Азия (4 вида)

- Rudrini
  - Mabellina Chickering, 1946 — Панама (1 вид)
  - Nagaina Peckham & Peckham, 1896 — от Мексики до Южной Америки (6 видов)
  - Poultonella Peckham & Peckham, 1909 — США (2 вида)
  - Pseudomaevia Rainbow, 1920 — Полинезия (2 вида)
  - Rudra Peckham & Peckham, 1885 — от Гватемалы до Южной Америке (10 видов)

- Zygoballini
  - Messua Peckham & Peckham, 1896 — Центральная Америка (11 видов)
  - Rhetenor Simon, 1902 — США, Бразилия (2 вида)
  - Zygoballus Peckham & Peckham, 1885 — Американские континенты, Индия (21 вид)

## Euophryinae
Euophryinae
- Amphidrausini
  - Amphidraus Simon, 1900 — Бразилия, Аргентина, Боливия (4 вида)
  - Nebridia Simon, 1902 — Венесуэла, Аргентина, остров Гаити (4 вида)

- Athamini
  - Athamas O. P.-Cambridge, 1877 — Океания (6 видов)

- Bellienini
  - Agobardus Keyserling, 1885 — Восточная Индия (Америка) (11 видов)
  - Antillattus Bryant, 1943 — остров Гаити (2 вида)
  - Belliena Simon, 1902 — Венесуэла, Тринидад (4 вида)
  - Dinattus Bryant, 1943 — остров Гаити (3 вида)
  - Mirandia Badcock, 1932 — Парагвай (1 вид)

- Chalcoscirtini
  - Chalcoscirtus Bertkau, 1880 — Евразия, США (42 вида)
  - Darwinneon Cutler, 1971 — Галапагосские острова (1 вид)
  - Dolichoneon Caporiacco, 1935 — Каракорум (1 вид)
  - Neon Simon, 1876 — Американские континенты, Евразия, Северная Африка (24 вида)
  - Neonella Gertsch, 1936 — Американские континенты (11 видов)

- Coccorchestini
  - Coccorchestes Thorell, 1881 — Новая Гвинея, Австралия, Новая Британия (40 видов)
  - Omoedus Thorell, 1881 — Новая Гвинея, Молуккские острова, Фиджи (4 вида)
  - Poecilorchestes Simon, 1901 — Новая Гвинея (1 вид)

- Cytaeini
  - Ascyltus Karsch, 1878 — Марианские острова, Квинсленд (9 видов)
  - Bathippus Thorell, 1892 — Австралия (31 вида)
  - Canama Simon, 1903 — от Борнео до Квинсленда (5 видов)
  - Cytaea Keyserling, 1882 — от Бурмы до Австралии (36 видов)
  - Euryattus Thorell, 1881 — от Австралии до Шри-Ланки (8 видов)
  - Xenocytaea Berry, Beatty & Prószyński, 1998 — Фиджи, Каролинские острова (Микронезия) (5 видов)

- Emathini
  - Bindax Thorell, 1892 — Сулавеси, Соломоновы острова (2 вида)
  - Emathis Simon, 1899 — от Суматры до Филиппин, Восточная Индия (10 видов)
  - Gedea Simon, 1902 — Китай, Вьетнам, Ява (5 видов)
  - Lepidemathis Simon, 1903 — Филиппины (2 вида)
  - Lophostica Simon, 1902 — Остров Маврикий, Реюньон (1 вид)
  - Pristobaeus Simon, 1902 — Сулавеси (1 вид)
  - Pseudemathis Simon, 1902 — Остров Маврикий, Реюньон (1 вид)

- Euophryini
  - Akela Peckham & Peckham, 1896 — от Гватемалы до Аргентины, Пакистан (3 вида)
  - Anasaitis Bryant, 1950 — Восточная Индия, США (5 видов)
  - Asaphobelis Simon, 1902 — Бразилия (1 вид)
  - Chalcotropis Simon, 1902 — от Индии до Филиппин, Тонга (9 видов)
  - Chapoda Peckham & Peckham, 1896 — от Гватемалы до Бразилии (4 вида)
  - Charippus Thorell, 1895 — Бурма (1 вид)
  - Chinattus Logunov, 1999 — от Ирана до Вьетнама, Северная Америка (12 видов)
  - Chloridusa Simon, 1902 — Перу, Бразилия (1 вид)
  - Cobanus F. O. P.-Cambridge, 1900 — от Мексики до Венесуэлы, остров Гаити, острова Борнео (16 видов)
  - Colyttus Thorell, 1891 — от Китая до Молуккских островов (2 вида)
  - Commoris Simon, 1902 — Восточная Индия (Америка) (3 вида)
  - Coryphasia Simon, 1902 — Бразилия (8 видов)
  - Donoessus Simon, 1902 — Суматра, Борнео (2 вида)
  - Ergane L. Koch, 1881 — от Борнео до Каролинских, Австралия (4 вида)
  - Euophrys C. L. Koch, 1834 — Повсеместно (115 видов)
  - Habrocestoides Prószyński, 1992 — Индия, Непал (6 видов)
  - Habrocestum Simon, 1876 — Евразия, Африка, Австралия, Соломоновы острова (41 вид)
  - Hypoblemum Peckham & Peckham, 1886 — Австралия (2 вида)
  - Klamathia Peckham & Peckham, 1903 — Южная Африка (1 вид)
  - Lagnus L. Koch, 1879 — Фиджи (1 вид)
  - Lakarobius Berry, Beatty & Prószyński, 1998 — Фиджи (1 вид)
  - Lilliput Wesolowska & Russell-Smith, 2000 — Танзания (3 вида)
  - Mexigonus Edwards, 2002 — США, Мексика (4 вида)
  - Mopiopia Simon, 1902 — Бразилия (3 вида)
  - Muziris Simon, 1901 — Австралия, Океания (7 видов)
  - Naphrys Edwards, 2002 — от Канады до Мексики (4 вида)
  - Ocnotelus Simon, 1902 — Бразилия, Аргентина (3 вида)
  - Palpelius Simon, 1903 — от Борнео до Австралии, Новая Зеландия (11 видов)
  - † Parevophrys Petrunkevitch, 1942 — Олигоцен
  - Phaulostylus Simon, 1902 — Мадагаскар (4 вида)
  - Pignus Wesolowska, 2000 — Танзания, Южная Африка (2 вида)
  - Pseudeuophrys Dahl, 1912 — Полиарктика, ввезён в США (8 видов)
  - Rhyphelia Simon, 1902 — Венесуэла, Бразилия (1 вид)
  - Saitidops Simon, 1901 — Ямайка, Венесуэла (2 вида)
  - Semnolius Simon, 1902 — Аргентина, Бразилия (3 вида)
  - Sidusa Peckham & Peckham, 1895 — от центральной до Южной Америки (17 видов)
  - Sigytes Simon, 1902 — Шри-Ланка, от Австралии до острова Фиджи (3 вида)
  - Siloca Simon, 1902 — Восточная Индия (Америка), Южная Америка (9 видов)
  - Talavera Peckham & Peckham, 1909 — от Европы до Вьетнама, Северная Америка (15 видов)
  - Tariona Simon, 1902 — Бразилия, Куба (5 видов)
  - Thyenula Simon, 1902 — Африка (6 видов)
  - Tylogonus Simon, 1902 — от Центральной до Южной Америки (9 вид ов)
  - Udvardya Prószyński, 1992 — Новая Гвинея (1 вид)

- Hermotimini
  - Bokokius Roewer, 1942 — Биоко (1 вид)
  - Gorgasella Chickering, 1946 — Панама (1 вид)
  - Hermotimus Simon, 1903 — Западная Африка (1 вид)
  - Tatari Berland, 1938 — Вануату (1 вид)

- Laufeiini
  - Laufeia Simon, 1889 — то Китая до Японии до Явы, Новая Зеландия (9 видов)
  - Pselcis Simon, 1903 — Филиппины (1 вид)

- Pensacolini
  - Compsodecta Simon, 1903 — Центральна Америка, Восточная Индия (Америка) (6 видов)
  - Paradecta Bryant, 1950 — Ямайка (4 вида)
  - Pellolessertia Strand, 1929 — Центральная Африка (1 вид)
  - Pensacola Peckham & Peckham, 1885 — от Центральной до Южной Америки (15 видов)
  - Pensacolops Bauab, 1983 — Бразилия (1 вид)

- Saitini
  - Caribattus Bryant, 1950 — Ямайка (1 вид)
  - Ilargus Simon, 1901 — Бразилия, Гвияна, Венесуэла (4 вида)
  - Jotus L. Koch, 1881 — Австралия, Новая Зеландия (8 видов)
  - Lauharulla Keyserling, 1883 — Таити (Полинезия), Австралия (2 вида)
  - Lycidas Karsch, 1878 — Австралия, Китай (20 видов)
  - Maeota Simon, 1901 — Бразилия (1 вид)
  - Maeotella Bryant, 1950 — Ямайка, остро Гаити(1 вид)
  - Maratus Karsch, 1878 — Австралия (6 видов)
  - Parajotus Peckham & Peckham, 1903 — Африка (3 вида)
  - Parasaitis Bryant, 1950 — Ямайка (1 вид)
  - Prostheclina Keyserling, 1882 — Западная Австралия (7 видов)
  - Saitis Simon, 1876 — Повсеместно (30 видов)
  - Saitissus Roewer, 1938 — Новая Гвинея (1 вид)
  - Salpesia Simon, 1901 — Австралия, Сейшелы (5 видов)

- Servaeini
  - Servaea Simon, 1888 — Австралия, Ява (6 видов)

- Spilargini
  - Spilargis Simon, 1902 — Новая Гвинея (1 вид)
  - Thorelliola Strand, 1942 — от Малайзии до Новой Гвинеи, Гавайи (10 видов)

- Thianiini
  - Micalula Strand, 1932 — Панама (1 вид)
  - Nicylla Thorell, 1890 — Суматра (1 вид)
  - Thianella Strand, 1907 — Ява (1 вид)
  - Thiania C. L. Koch, 1846 — от Пакистана до Филиппин, Гавайи (17 видов)
  - Thianitara Simon, 1903 — Суматра (1 вид)

- Tritini
  - Opisthoncana Strand, 1913 — Нова Ирландия (1 вид)
  - Trite Simon, 1885 — Австралия, Новая Зеландия, Океания (18 видов)

- Zenodorini
  - Corythalia C. L. Koch, 1850 — от США до Панамы (73 вида)
  - Margaromma Keyserling, 1882 — Австралия, Океания, Камерун (12 видов)
  - Pseudocorythalia Caporiacco, 1938 — Гватемала (1 вид)
  - Pystira Simon, 1901 — Новая Гвинея, Индонезия, Пакистан (5 видов)
  - Stoidis Simon, 1901 — от острова Мона до Венесуэлы (3 вида)
  - Zenodorus Peckham & Peckham, 1886 — Австралия, Новая Гвинея, Океания (23 вида)

## Hasariinae
Hasariinae
- Hasariini
  - Curubis Simon, 1902 — Шри-Ланка, Индия (4 вида)
  - Echeclus Thorell, 1890 — Малайзия (1 вид)
  - Encymachus Simon, 1902 — Африка (2 вида)
  - Epidelaxia Simon, 1902 — Шри-Ланка (3 вида)
  - Hasarius Simon, 1871 — Повсеместно (27 видов)
  - Longarenus Simon, 1903 — Экваториальная Гвинея (1 вид)
  - Mantius Thorell, 1891 — Малайзия, Индонезия (5 видов)
  - Marma Simon, 1902 — Южная Америка (4 вида)
  - Nannenus Simon, 1902 — Сингапур (2 вида)
  - Ogdenia Peckham & Peckham, 1908 — Борнео (1 вид)
  - Panysinus Simon, 1901 — Юго-Западная Азия (5 видов)
  - Phausina Simon, 1902 — Шри-Ланка, Ява (4 вид)
  - Roeweriella Kratochvíl, 1932 — Хорватия, Босния-Герцеговина (1 вид)
  - Tarne Simon, 1885 — Западная (1 вид)
  - Tusitala Peckham & Peckham, 1902 — Африка, Ямен (9 видов)
  - Uxuma Simon, 1902 — Габон (1 вид)
  - Viroqua Peckham & Peckham, 1901 — Австралия (1 вид)

- Microhasariini
  - Maileus Peckham & Peckham, 1907 — Борнео (1 вид)
  - Microhasarius Simon, 1902 — Борнео, Ява (2 вида)

## Heliophaninae
Heliophaninae
- Bacelarella Berland & Millot, 1941 — Африка (7 видов)
- Carrhotus Thorell, 1891 — Африка, Палеартика, Мадагаскар, Южная Азия (23 вида)
- Ceglusa Thorell, 1895 — Бирма (1 вид)
- Chrysilla Thorell, 1887 — Африка, Азия, Австралия (6 видов)
- Cosmophasis Simon, 1901 — Африка, от Юго-Западной Азии до Австралии (46 видов)
- Echinussa Simon, 1901 — Мадагаскар (3 вида)
- Epocilla Thorell, 1887 — Южная Азия, Сейшелы, Гавайи, остров Маврикий (8 видов)
- Festucula Simon, 1901 — Африка (3 вида)
- Hakka Berry & Prószyński, 2001 — от Китая до Японии, Гавайи (1 вид)
- Helicius Zabka, 1981 — Россия, Корея, Бутан, Япония (5 видов)
- Heliophanillus Prószyński, 1989 — от Медитериана до Центральной Азии, Ямен, остров Сокотра (3 вид)
- Heliophanoides Prószyński, 1992 — Индия, Бутан (3 вида)
- Heliophanus C. L. Koch, 1833 — Африка, Евразия, Австралия (147 видов)
- Helvetia Peckham & Peckham, 1894 — Южная Америка, Галапагосские острова (7 вид)
- Icius Simon, 1876 — Африка, Евразия, от Центральной до Южной Америки, Микронезия (27 видов)
- Jaluiticola Roewer, 1944 — Маршалловы острова (1 вид)
- Maltecora Simon, 1910 — Принципе, Сан-Томе (3 вида)
- Marchena Peckham & Peckham, 1909 — США (1 вид)
- Menemerus Simon, 1868 — Pantropical?, Европа (64 вида)
- Natta Karsch, 1879 — Африка, Мадагаскар, Сан-Томе (2 вида)
- Orsima Simon, 1901 — Африка, Южная Азия (2 вида)
- Paraheliophanus Clark & Benoit, 1977 — Остров Святой Елены (4 вида)
- Phintella Strand, 1906 — Евразия, Африка (37 видов)
- Pseudicius Simon, 1885 — Африка, Евразия (76 видов)
- Tasa Wesolowska, 1981 — Китай, Корея, Япония (2 вида)
- Theriella Braul & Lise, 1996 — Бразилия, Аргентина (3 вида)
- Yepoella Galiano, 1970 — Аргентина (1 вид)

## Hisponinae
Hisponinae
- Bavia Simon, 1877 — от Вьетнама до Австралии, Мадагаскар (15 видов)
- Diplocanthopoda Abraham, 1925 — Малайзия, Новая Гвинея (2 вида)
- Hispo Simon, 1885 — Мадагаскар, Африка, Индия, Сейшелы (10 видов)
- Massagris Simon, 1900 — Южная Африка (5 видов)
- Orvilleus Chickering, 1946 — Панама (1 вид)
- Piranthus Thorell, 1895 — Индия, Бирма (2 вида)
- Rogmocrypta Simon, 1900 — Сингапур, Филиппины, Новая Каледония (3 вида)
- Stagetillus Simon, 1885 — Суматра, Малайзия, Шри-Ланка (4 вида)
- Stenodeza Simon, 1900 — Бразилия, Аргентина (3 вида)
- Tomocyrba Simon, 1900 — Мадагаскар, Африка (8 видов)

## Lyssomaninae
Lyssomaninae
- Asemonea O. P.-Cambridge, 1869 — Африка, Мадагаскар, Азия, Австралия (20 видов)
- Chinoscopus Simon, 1901 — Южная Америка (4 вида)
- Goleba Wanless, 1980 — Африка, Мадагаскар, Сейшелы (5 видов)
- Lyssomanes Hentz, 1845 — от Флориды до Южной Америки (80 видов)
- Macopaeus Simon, 1900 — Мадагаскар (1 вид)
- Onomastus Simon, 1900 — Шри-Ланка, Индия, Вьетнам, Борнео, Япония (6 видов)
- Pachyonomastus Caporiacco, 1947 — Западная Африка (1 вид)
- Pandisus Simon, 1900 — Мадагаскар, Индия (6 видов)

## Marpissinae
Marpissinae
- Holoplatysini
  - Holoplatys Simon, 1885 — Австралия, Тасмания, Новая Каледония, Новая Зеландия (38 видов)
  - Ocrisiona Simon, 1901 — Австралия, Китай, Новая Зеландия (14 видов)
  - Zebraplatys Zabka, 1992 — Австралия, Тайвань (5 видов)

- Itatini
  - Admestina Peckham & Peckham, 1888 — Северная Америка (3 вида)
  - Attidops Banks, 1905 — от Канады до Мексики (4 вида)
  - Itata Peckham & Peckham, 1894 — Южная Америка (5 видов)

- Maeviini
  - Balmaceda Peckham & Peckham, 1894 — от Центральной до Южной Америки (9 видов)
  - Fuentes Peckham & Peckham, 1894 — Гондурас (1 вид)
  - Maevia C. L. Koch, 1846 — Америка, Суматра (11 видов)
  - Metacyrba F. O. P.-Cambridge, 1901 — от США до Венесуэлэ, остров Гаити, Галаппагосы (6 видов)

- Marpissini
  - Abracadabrella Zabka, 1991 — Австралия (3 вида)
  - Breda Peckham & Peckham, 1894 — Южная Америка (15 видов)
  - Clynotis Simon, 1901 — Австралия, Новая Зеландия (8 видов)
  - Clynotoides Mello-Leitão, 1944 — Аргентина (1 вид)
  - Fritzia O. P.-Cambridge, 1879 — Бразилия, Аргентина (1 вид)
  - Hyctiota Strand, 1911 — Молуккские острова (1 вид)
  - Marpissa C. L. Koch, 1846 — Американские континенты, Евразия, Новая Зеландия, Камерун (48 видов)
  - Mendoza Peckham & Peckham, 1894 — Евразия, Северная Африка (7 видов)
  - Naubolus Simon, 1901 — Южная Америка (10 видов)
  - Platycryptus Hill, 1979 — Американские континенты (4 вида)
  - Psecas C. L. Koch, 1850 — Южная Америка (14 видов)

- Simaethini
  - Heratemita Strand, 1932 — Филиппины, Суматра (2 вида)
  - Iona Peckham & Peckham, 1886 — Тонга (1 вид)
  - Irura Peckham & Peckham, 1901 — Юго-Западная Азия, Китай (10 видов)
  - Ligurra Simon, 1903 — от Малайзии до Индонезии, Каролинские острова (3 вида)
  - Opisthoncus L. Koch, 1880 — Австралия, Нова Гвинея (33 вида)
  - Phyaces Simon, 1902 — Шри-Ланка(1 вид)
  - Porius Thorell, 1892 — Новая Гвинея (2 вида)
  - Simaetha Thorell, 1881 — Австралия, Африка (20 видов)
  - Simaethula Simon, 1902 — Австралия (7 видов)
  - Stergusa Simon, 1889 — Шри-Ланка, Новая Каледония (4 вида)
  - Stertinius Simon, 1890 — Юго-Западная Азия, Япония (12 видов)
  - Uroballus Simon, 1902 — Шри-Ланка, Вьетнам (3 вида)
  - Vatovia Caporiacco, 1940 — Эфиопия (1 вид)

## Myrmarachninae
Myrmarachninae
- Ligonipini
  - Ligonipes Karsch, 1878 — Австралия, Новая Гвинея (8 видов)
  - Rhombonotus L. Koch, 1879 — Австралия (1 вид)

- Myrmarachnini
  - Arachnotermes Mello-Leitão, 1928 — Бразилия (1 вид)
  - Belippo Simon, 1910 — Африка (7 видов)
  - Bocus Peckham & Peckham, 1892 — Борнео, Филиппины (3 вида)
  - Damoetas Peckham & Peckham, 1886 — Борнео, Австралия (3 вида)
  - Myrmarachne MacLeay, 1839 — Повсеместно (205 видов)
  - Panachraesta Simon, 1900 — Шри-Ланка (1 вид)

## Pelleninae
Pelleninae
- Bianorini
  - Bianor Peckham & Peckham, 1886 — Африка, Евразия, Океания (23 вида)
  - Cembalea Wesolowska, 1993 — Африка (3 вида)
  - Microbianor Logunov, 2000 — Сейшелы (3 вида)
  - Modunda Simon, 1901 — от Египта до Индии, Китай (2 вида)
  - Neaetha Simon, 1884 — Африка, Европа, Аравия (12 видов)
  - Sibianor Logunov, 2001 — Голартика, Кения (13 видов)

- Harmochirini
  - Featheroides Peng et al., 1994 — Китай (2 вида)
  - Harmochirus Simon, 1885 — Африка, Азия, Мадагаскар (9 видов)
  - Paraharmochirus Szombathy, 1915 — Новая Гвинея (1 вид)
  - Vailimia Kammerer, 2006 — Борнео (1 вид)

- Pellenini
  - Habronattus F. O. P.-Cambridge, 1901 — от Центральной до Южной Америки (97 видов)
  - Havaika Prószyński, 2002 — Гавайи, Маркизские острова (12 видов)
  - Iranattus Prószyński, 1992 — Иран (1 вид)
  - Mogrus Simon, 1882 — Африка, Евразия (27 видов)
  - Monomotapa Wesolowska, 2000 — Зимбабве (1 вид)
  - Paraneaetha Denis, 1947 — Египет (1 вид)
  - Pellenes Simon, 1876 — Африка, Евразия, Северная Америка, Австралия (81 вид)

## Plexippinae
Plexippinae Blackwall, 1841
- Baryphini
  - Polemus Simon, 1902 — Сиерра-Леоне (3 вида)
  - Baryphas Simon, 1902 — Африка (5 видов)

- Bythocrotini
  - Bythocrotus Simon, 1903 — остров Гаити (1 вид)

- Hyllini
  - Brancus Simon, 1902 — Африка (6 видов)
  - Diagondas Simon, 1902 — Бразилия (1 вид)
  - Evarcha Simon, 1902 — Африка, Мадагаскар, Малайзия, Евразия, Новая Зеландия, Океания (63 вида)
  - Gangus Simon, 1902 — Австралия, Филиппины (4 вида)
  - Hyllus C. L. Koch, 1846 — Африка, Азия, Австралия (72 вида)
  - Pachypoessa Simon, 1902 — Африка, Мадагаскар (2 вида)
  - Philaeus Thorell, 1869 — Африка, Палеарткика, Гватемала, Галапагосы (13 видов)

- Plexippini
  - Afrobeata Caporiacco, 1941 — Африка (3 вида)
  - Alfenus Simon, 1902 — Восточная и Центральная Азия (2 вида)
  - Anarrhotus Simon, 1902 — Малайзия (1 вид)
  - Artabrus Simon, 1902 — от Сингапура до Филиппин, острова Гильберта (3 вида)
  - Burmattus Prószyński, 1992 — от Бурмы до Японии (3 вида)
  - Dasycyptus Simon, 1902 — Африка (2 вида)
  - Dexippus Thorell, 1891 — Индия, Суматра, Тайвань (3 вида)
  - Giuiria Strand, 1906 — Эфиопия (1 вид)
  - Luxuria Wesolowska, 1989 — Кабо-Верде (острова Зеленого Мыса) (2 вида)
  - Malloneta Simon, 1902 — Восточная Азия (1 вид)
  - Pancorius Simon, 1902 — Южная Азия, Полиартика (26 видов)
  - Paraplexippus Franganillo, 1930 — Куба (2 вида)
  - Penionomus Simon, 1903 — Пакистан, Новая Каледония (3 вида)
  - Pharacocerus Simon, 1902 — Африка, Мадагаскар (7 видов)
  - Plexippoides Prószyński, 1984 — Азия, Медитериан (18 видов)
  - Plexippus C. L. Koch, 1846 — Повсеместно (35 видов)
  - Pochyta Simon, 1901 — Африка, Мадагаскар (14 видов)
  - Pseudamycus Simon, 1885 — от Индии до Новой Гвинеи (10 видов)
  - Pseudoplexippus Caporiacco, 1947 — Танзания (1 вид)
  - Ptocasius Simon, 1885 — Азия (12 видов)
  - Schenkelia Lessert, 1927 — Африка (4 вид)
  - Taivala Peckham & Peckham, 1907 — Борнео (1 вид)
  - Tamigalesus Zabka, 1988 — Шри-Ланка (1 вид)
  - Telamonia Thorell, 1887 — от Азии до Африки(36 видов)
  - Thiratoscirtus Simon, 1886 — Африка, Южная Америка (7 видов)
  - Yaginumaella Prószyński, 1979 — Россия, Бутан, Непал, Китай, Япония (38 видов)
  - Yogetor Wesolowska & Russell-Smith, 2000 — Танзания (1 вид)

- Sandalodini
  - Mopsolodes Zabka, 1991 — Австралия (1 вид)
  - Mopsus Karsch, 1878 — Австралия, Новая Гвинея (1 вид)
  - Sandalodes Keyserling, 1883 — Австралия, Новая Гвинея, Сулавеси (9 видов)

- Thyenini
  - Thyene Simon, 1885 — Африка, Евразия (42 вида)
  - Thyenillus Simon, 1910 — Биоко (1 вид)

- Viciriini
  - Asaracus C. L. Koch, 1846 — Южная Америка (6 видов)
  - Epeus Peckham & Peckham, 1886 — Азия, Малайзия (13 видов)
  - Erasinus Simon, 1899 — Индонезия (3 вида)
  - Poessa Simon, 1902 — Мадагаскар (1 вид)
  - Viciria Thorell, 1877 — Азия, Малайзия, Африка (40 видов)

## Salticinae
Salticinae Blackwall, 1841
- Salticus Latreille, 1804 — Повсеместно (48 видов)

## Spartaeinae
Spartaeinae Wanless, 1984
- Cocalini
  - Allococalodes Wanless, 1982 — Новая Гвинея (2 вида)
  - Cocalus C. L. Koch, 1846 — Индонезия, Новая Гвинея, Австралия (4 вида)
  - Phaeacius Simon, 1900 — от Индии до Филиппин и Китая (11 видов)

- Cocalodini
  - Cocalodes Pocock, 1897 — Индонезия, Новая Гвинея (12 видов)
  - Sonoita Peckham & Peckham, 1903 — Кот-д’Ивуар, Южная Африка (1 вид)

- Codetini
  - Gelotia Thorell, 1890 — Южная Азия (7 видов)

- Cyrbini
  - Cyrba Simon, 1876 — Африка (в том числе Мадагаскар и Коморские острова), Азия (12 видов)
  - Paracyrba Zabka & Kovac, 1996 — Малайзия (1 вид)

- Holcolaetini
  - Holcolaetis Simon, 1885 — Африка, Йемен, Пакистан (8 видов)

- Spartaeini
  - Araneotanna Özdikmen & Kury, 2006 (replacement for Tanna Berland, 1938) — Новые Гебриды (1 вид)
  - Brettus Thorell, 1895 — Южная Азия, Мадагаскар (6 видов)
  - † Cenattus Petrunkevitch, 1942 — Олигоцен
  - † Eolinus Petrunkevitch, 1942 — Олигоцен
  - Lapsias Simon, 1900 — Венесуэла, Гвиана (6 видов)
  - Meleon Wanless, 1984 — Африка, Мадагаскар (5 видов)
  - Mintonia Wanless, 1984 — Япония, от Малайзии до Индонезии (10 видов)
  - Neobrettus Wanless, 1984 — Бутан, от Вьетнама до Индонезии (5 видов)
  - † Paralinus Petrunkevitch, 1942 — Олигоцен
  - Portia Karsch, 1878 — Азия, Африка, Мадагаскар, Австралия (17 видов)
  - Sparbambus Zhang, Woon & Li, 2006 — Малайзия (1 вид)
  - Spartaeus Thorell, 1891 — Южная Азия (8 видов)
  - Taraxella Wanless, 1984 — Малайзия, Индонезия (5 видов)
  - Veissella Wanless, 1984 — Южная Африка (1 вид)
  - Wanlessia Wijesinghe, 1992 — Тайвань, Борнео (2 вида)
  - Yaginumanis Wanless, 1984 — Китай, Япония (3 вида)

## Synagelinae
Synagelinae
- Augustaeini
  - Augustaea Szombathy, 1915 — Сингапур (1 вид)

- Leptorchestini
  - Araegeus Simon, 1901 — Южная Африка (2 вида)
  - Depreissia Lessert, 1942 — Борнео, Конго (2 вида)
  - Enoplomischus Giltay, 1931 — Африка (2 вида)
  - Kima Peckham & Peckham, 1902 — Африка (5 видов)
  - Leptorchestes Thorell, 1870 — от Европы до Туркменистана, Алжир (6 видов)
  - Sarindoides Mello-Leitão, 1922 — Бразилия (1 вид)

- Peckhamiini
  - Consingis Simon, 1900 — Бразилия, Аргентина (1 вид)
  - Peckhamia Simon, 1901 — Американские континенты (7 видов)
  - Uluella Chickering, 1946 — Панама (1 вид)

- Synagelini
  - Allodecta Bryant, 1950 — Ямайка (1 вид)
  - Cheliferoides F. O. P.-Cambridge, 1901 — от США до Панамы (3 вида)
  - Descanso Peckham & Peckham, 1892 — Бразилия, Перу, Панама, остров Гаити (10 видов)
  - Mexcala Peckham & Peckham, 1902 — Африка, Йемен, Иран (6 видов)
  - Paradescanso Vellard, 1924 — Бразилия (1 вид)
  - Pseudopartona Caporiacco, 1954 — Французская Гвиана (1 вид)
  - Pseudosynagelides Zabka, 1991 — Австралия (6 видов)
  - Synageles Simon, 1876 — Палеарктика, Северная Америка, Египет (19 видов)
  - Synagelides Strand, 1906 — Россия, Азия (31 видов)

## Synemosyninae
Synemosyninae
- Sarindini
  - Erica Peckham & Peckham, 1892 — от Пнамы до Бразилия (1 вид)
  - Martella Peckham & Peckham, 1892 — от Мексики до Южной Америки (12 видов)
  - Parafluda Chickering, 1946 — от Панамы до Аргентины (1 вид)
  - Sarinda Peckham & Peckham, 1892 — от Юга США до Аргентины (17 видов)

- Sobasini
  - Fluda Peckham & Peckham, 1892 — Южная Америка (11 видов)
  - Pseudofluda Mello-Leitão, 1928 — Бразилия (1 вид)
  - Sobasina Simon, 1898 — Океания (14 видов)

- Synemosynini
  - Corcovetella Galiano, 1975 — Бразилия (1 вид)
  - Synemosyna Hentz, 1846 — от США до Южной Америки (19 видов)

- Zunigini
  - Proctonemesia Bauab & Soares, 1978 — Бразилия (2 вида)
  - Simprulla Simon, 1901 — от Панамы до Аргентины (2 вида)
  - Zuniga Peckham & Peckham, 1892 — от Панамы до Бразилии (2 вида)

## Incertae sedis
- Afromarengo Benjamin, 2004 — Африка (2 вида)
- Amatorculus Ruiz & Brescovit, 2005 — Бразилия (1 вид)
- Anokopsis Bauab & Soares, 1980 — Бразилия (1 вид)
- † Attoides Brongniart, 1901 — Олигоцен
- Bulolia Zabka, 1996 — Новая Гвинея (2 вида)
- Capeta Ruiz & Brescovit, 2005 — Бразилия (1 вид)
- Cavillator Wesolowska, 2000 — Зимбабве (1 вид)
- Cheliceroides Zabka, 1985 — Китай, Вьетнам (1 вид)
- Eburneana Wesolowska & Szüts, 2001 — Африка (3 вида)
- † Eoattopsis Petrunkevitch, 1955 — ?
- Eupoa Zabka, 1985 — Китай, Вьетнам (5 видов)
- † Eyukselus Özdikmen, 2007 (renamed from Propetes  Menge, 1854 Олигоцен

## Устаревшие таксоны
- Pseudamphidraus Caporiacco, 1947 — Гвиана (2 вида)